# Rakkurijärvi (Jukkasjärvi socken, Lappland, 752558-168274)
Rakkurijärvi är en sjö i Kiruna kommun i Lappland och ingår i Kalixälvens huvudavrinningsområde. Sjön har en area på 0,575 kvadratkilometer och ligger 465,9 meter över havet. Sjön avvattnas av vattendraget Rakkurijoki.

## Delavrinningsområde
Rakkurijärvi ingår i det delavrinningsområde (752709-168283) som SMHI kallar för Utloppet av Rakkurijärvi. Medelhöjden är 489 meter över havet och ytan är 10,83 kvadratkilometer. Räknas de 5 avrinningsområdena uppströms in blir den ackumulerade arean 95,88 kvadratkilometer. Rakkurijoki som avvattnar avrinningsområdet har biflödesordning 3, vilket innebär att vattnet flödar genom totalt 3 vattendrag innan det når havet efter 336 kilometer. Avrinningsområdet består mestadels av skog (70 procent) och sankmarker (22 procent). Avrinningsområdet har 2,12 kvadratkilometer vattenytor vilket ger det en sjöprocent på 5,7 procent.